# Chromosom 8 (Mensch)

Idiogramm des menschlichen Chromosoms 8

Chromosom 8 ist eines von 23 Chromosomen-Paaren des Menschen. Ein gesunder Mensch hat in den meisten seiner Zellen zwei weitgehend identische Kopien dieses Chromosoms.

## Entschlüsselung des Chromosoms 8
Das Chromosom 8 besteht aus 146 Millionen Basenpaaren. Ein Basenpaar ist die kleinste Informationseinheit der DNA. Das Chromosom 8 enthält zwischen 4,5 und 5 % der gesamten DNA einer menschlichen Zelle. Die Identifizierung der Gene auf diesem Chromosom ist der Teil eines laufenden Prozesses zur Entschlüsselung des menschlichen Erbgutes. Auf dem Chromosom 8 befinden sich zwischen 700 und 1100 Gene. Bisher sind 743 davon bekannt.

## Bekannte Gene auf dem Chromosom 8
Das Chromosom 8 enthält unter anderem folgende Gene:
- GnRH1: Gonadoliberin
- DNM1, DNM2, DNM3: Dynamine
- t-PA: Gewebespezifischer Plasminogenaktivator
- TG: Thyreoglobulin
- LPL: Lipoproteinlipase

## Medizinische Bedeutung

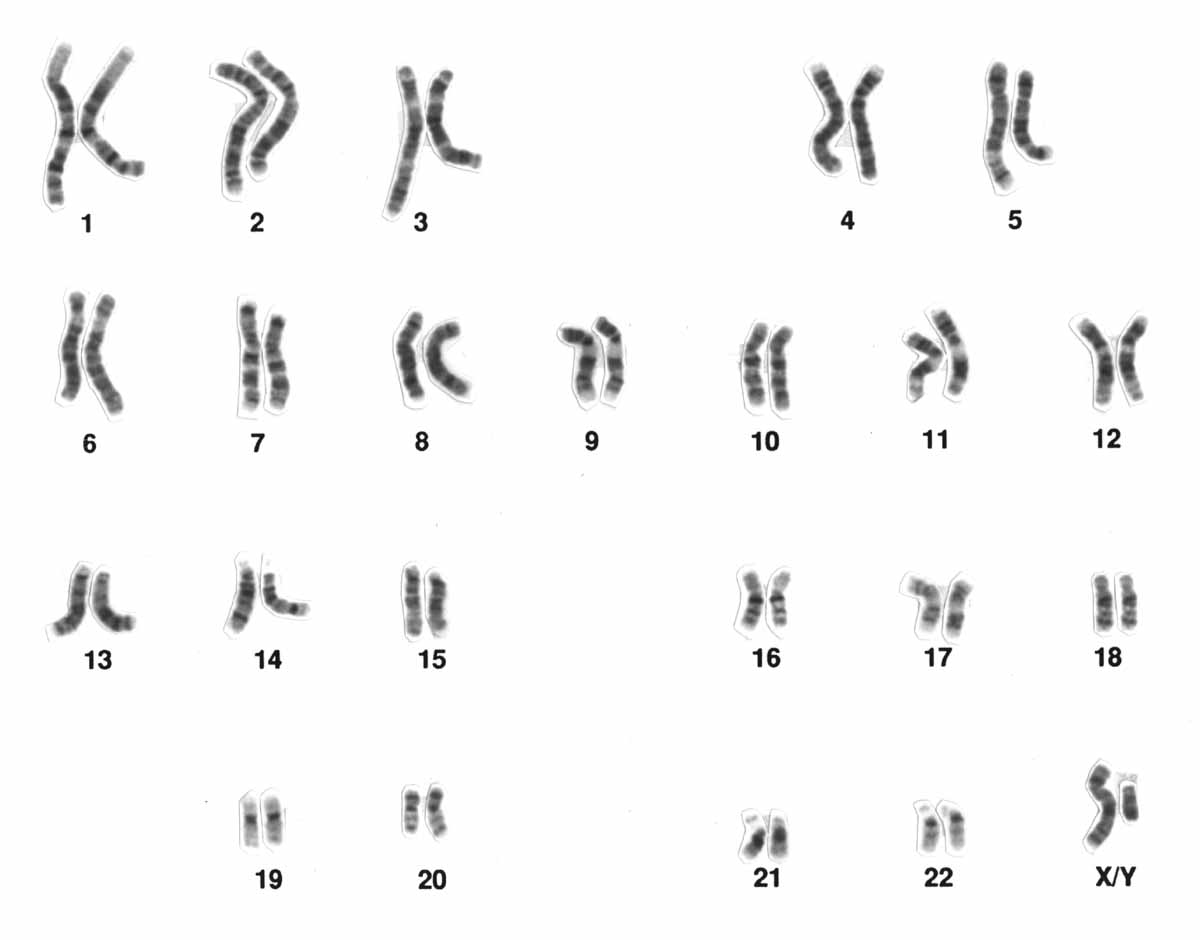
Die 46 Chromosomen des Menschen

Mit den auf dem Chromosom 8 befindlichen Genen werden folgende genetisch bedingte Krankheiten oder Symptome in Verbindung gebracht. Dies sind unter anderem:
- Burkitt-Lymphom
- Corpus-callosum-Agenesie
- Diamond-Blackfan-Syndrom
- Hereditäre Sphärozytose (Kugelzellenanämie)
- Multiple kartilaginäre Exostosen
- Nijmegen-Breakage-Syndrom
- Pfeiffer-Syndrom
- Rothmund-Thompson-Syndrom
- Trisomie 8 (Warkany-Syndrom 2)
- Waardenburg-Syndrom
- Werner-Syndrom

## Belege
1. ↑  Genetics Home Reference, Chromosome 8 (Memento vom 5. April 2016 im Internet Archive), Stand vom 29. Februar 2008
2. ↑  ensembl.org, Chromosome 8, abgerufen am 13. März 2008
3. ↑  Genetics Home Reference, Conditions related to genes on chromosome 8., Stand: 29. Februar 2008